# Biscotti
Biscotti (/bɪˈskɒti/ ; Italià: [biˈskɔtti] ; anglès: biscuits ), coneguts també com cantucci ( [kanˈtuttʃi] ), són uns biscotti italians d'ametlla originaris de la ciutat toscana de Prato. Són cuits dues vegades al forn, de forma oblonga, secs, cruixents, i es poden sucar en una beguda, tradicionalment Vin Santo.
També coneguts per la forma singular cantuccio (singular) o biscotti di Prato, són uns bescuits dolços, que, com indica el seu nom biscotti, es fornegen dues vegades. Són els més apreciats de la gastronomia toscana, típics de Prato (municipi toscà), d'aquí la seva altra denominació. Són molt semblants als carquinyolis típics de Catalunya o als rossegons típics de València. Es tracta d'una galeta seca d'ametlla que s'obté tallant el pastís obtingut en llesques d'un cm (en calent), traient-lo del forn, i acabant de coure tot seguit els trossos tallats durant una estona (d'aquí el nom bi-s-cotto/bi-s-cuit).

## Nom

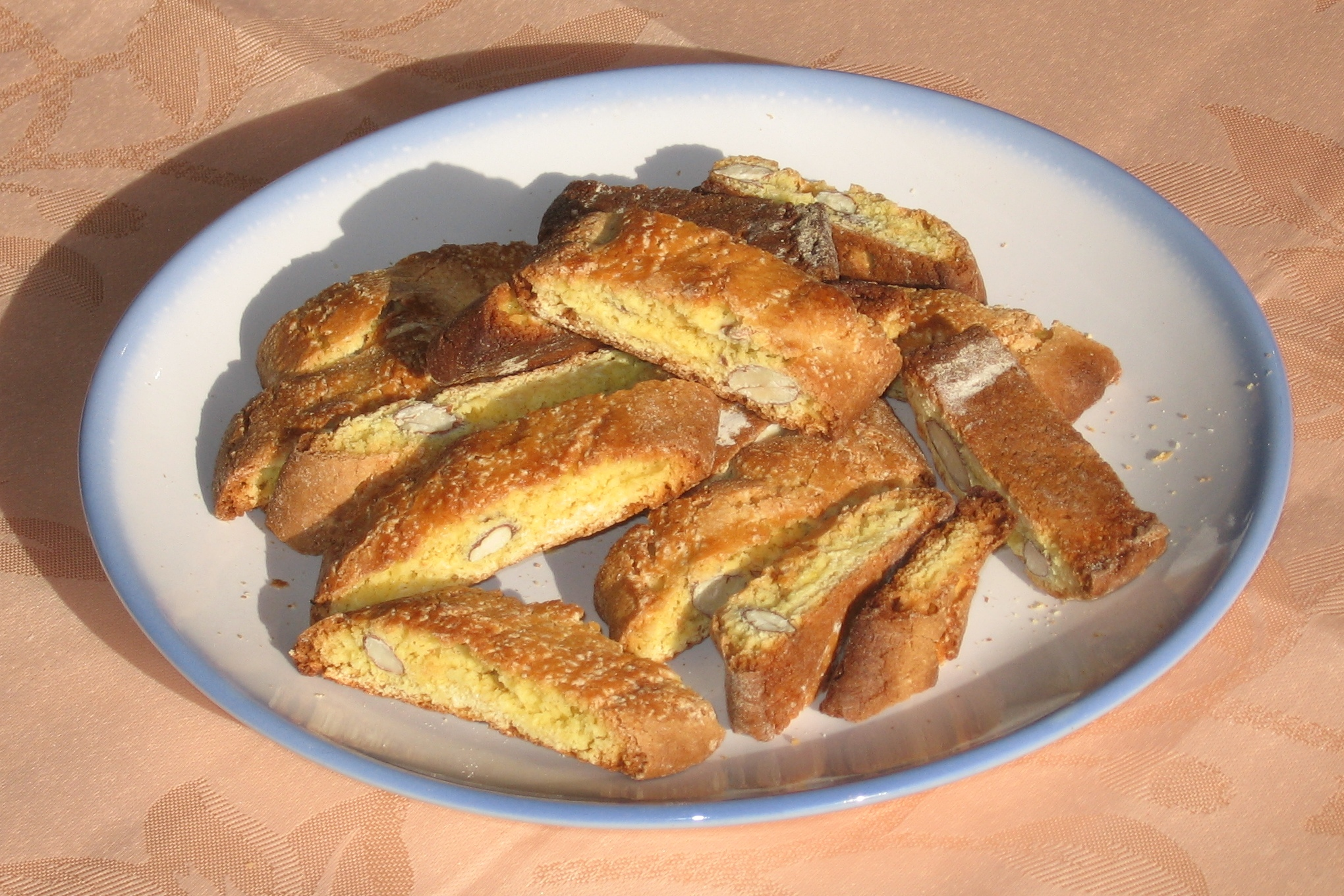
'Cantuccini' o 'biscotti di Prato'

Cantuccio és una antiga paraula italiana que significa literalment "lloc petit" o "racó" però que antigament també s'utilitzava per indicar un trosset de pa amb molta crosta (normalment el primer i l'últim). llesques de pa, els "racons").
La paraula biscotto, prové de la paraula llatina medieval biscoctus, que significa "cuit dues vegades". Caracteritzava els productes al forn que es couen dues vegades, de manera que es tornen molt secs i es podien emmagatzemar durant llargs períodes. Aquests aliments no peribles eren especialment útils durant els viatges i les guerres, i els pans "bescuits" o cuits dos cops eren un aliment bàsic de les legions romanes.
La paraula biscotto, en aquest sentit, comparteix el seu origen amb la paraula britànica-anglès (a través de l'occità/català) "biscuit", En italià modern, la paraula biscotto es refereix a qualsevol galeta, igual que l'ús britànic de la paraula "biscotto" (el nombre de coccions i el grau de duresa no són rellevants per al terme). En altres països, el terme "biscotti", utilitzat com a singular, es refereix només al bescuit italià específic conegut a Itàlia com a cantuccio.

## Història

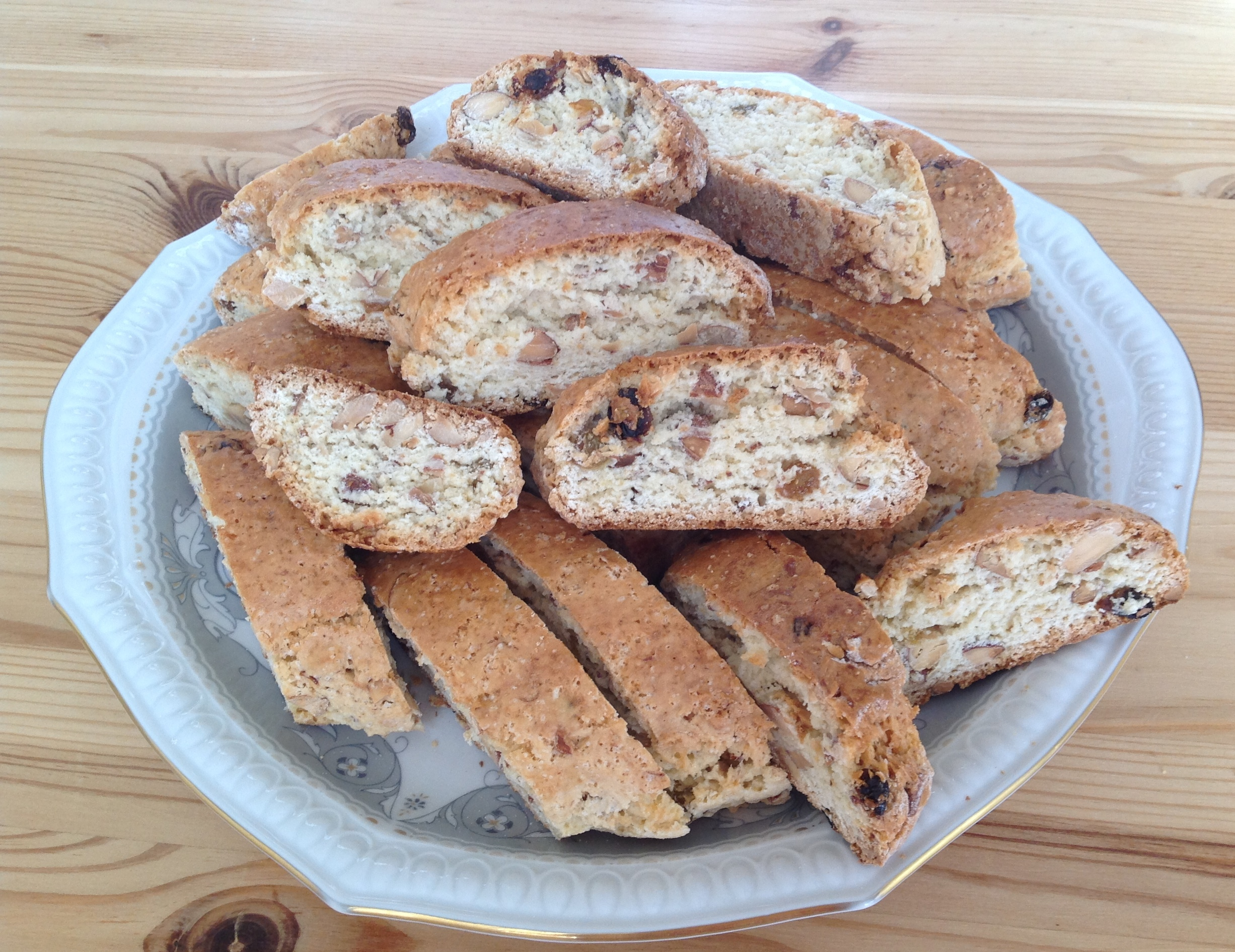
Tozzetti fets a casa

L'origen dels cantucci amb la recepta sense ametlles es remunta al segle XVI i el nom sembla derivar de canto ("angle", "racó") o de cantellus, és a dir, tros o llesca de pa en llatí. La primera descripció de cantuccini es troba al diccionari de l'Accademia della Crusca que el 1691 dona la següent definició : "bescuit a rodanxes, feta amb farina fina, amb sucre i clara d'ou ". Els cantucci més famosos de l'època es produeixen a Pisa, com ho demostra el naturalista Francesco Redi en nombrosos intercanvis de cartes de la ciutat. Redi solia acompanyar les seves missives amb cantucci, trobat precisament a Pisa. S'hi fa referència al seu Llibre dels records, que cobreix els anys 1647 a 1697.
Les ametlles són un ingredient només en unes poques variants, com ara els biscotelli a l'època de Caterina de Mèdici, dels quals les ametlles eren un ingredient estrella a la seva cort (però és impossible saber si es tracta del mateix bescuit, d'una variant, o d'un bescuit completament diferent), per convertir-se en un element característic de la segona meitat del segle XIX.
Tanmateix, la primera recepta moderna va aparèixer més tard, al segle XVIII, en l'obra d'un canonge italià, Amadio Baldanzi, conservat als arxius estatals de Prato. En aquest document els biscotti s'anomenen alla genovese (a la genovesa).
Aquesta recepta la va rebre Antonio Mattei, un pastisser de Prato, que va fundar la seva empresa l'any 1858, comercialitzant per primera vegada aquests biscotti,. Va perfeccionar una recepta que després es va convertir en un clàssic, amb la qual va rebre nombrosos premis en fires d'Itàlia i a l'estranger, entre els quals una menció especial a l'Exposició Universal de París de 1867. El taller de Mattonella (nom popular del galeter) encara existeix avui a Prato i és considerat el guardià de la tradició cantucci.

L'any 2011, l'associació de productors" Assocantuccini es va crear amb l'objectiu explícit d'obtenir el reconeixement de la Indicació Geogràfica Protegida, IGP, que li va ser atorgada l'agost de 2015.

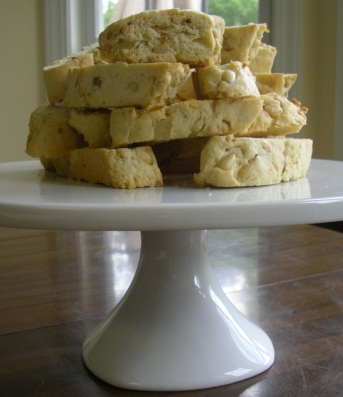
Cantucci di Pinoli, una variació feta amb pinyons en lloc d'ametlles.

### Itàlia
Encara que s'utilitzen habitualment per indicar les biscotti de Prato, biscotti di Prato, a la Itàlia moderna també es coneixen àmpliament amb el nom de "cantuccini". Aquests noms en realitat suggereixen altres productes regionals similars d'Itàlia. El terme cantuccini és el més utilitzat avui dia a la Toscana, però originàriament es refereix a variacions o imitacions que s'allunyen de la recepta tradicional en alguns punts clau com l'ús de llevats, àcids (per fer-los menys secs) i aromatitzants. Els roscs són biscotti més grans, més llargues, massa de pa rústic enriquida amb oli d'oliva i llavors d'anís.
La confusió sobre el nom pot haver nascut del fet que a l'antic cartell (encara present) de "Biscottificio Antonio Mattei", el principal fabricant de biscotti de Prato, hi ha escrit just a sota del nom de la botiga: "Fabricants de cantuccini", que aleshores eren un dels principals productes de les biscotti. El signe s'ha mantingut sense canvis, i després de tant de temps la gent està acostumada a associar el nom de "cantuccini" amb les biscotti típiques de Sardenya i Sicília.

### Resta d'Europa

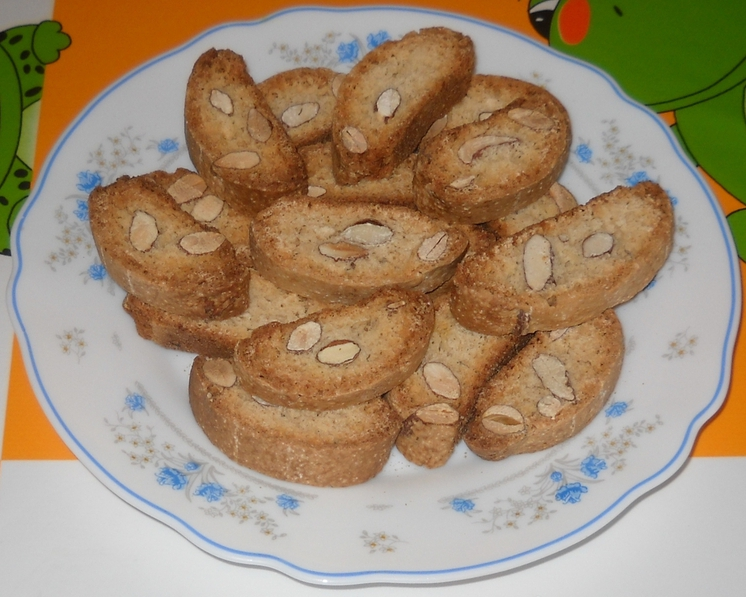
Carquinyolis, una variant catalana de biscotti, feta amb ametlles senceres o a rodanxes

La paraula occitana "bescuit" va passar a l'idioma anglès com a "biscuit", la paraula del francès antic "bescoit" quedava més lluny, tot i tenint en compte que a França, una galeta semblant es coneix com a croquant.
A Espanya i França, el carquinyoli català (català: [kəɾkiˈɲɔli], plural carquinyolis ) s'elabora amb ametlles senceres o tallades i també s'associa a diversos territoris de parla catalana. A Batea, La Fatarella, i Prat de Comte, tots municipis d'interior de Catalunya, i a la Terra Alta, també s'anomenen carquinyols.
Aquests bescuits són tradicionals també en alguns pobles de l'interior de València, on s'anomenen rosegons o rosegós. A Menorca, els carquinyols tenen forma quadrada i no tenen ametlles senceres. Un escriptor gastronòmic català afirma que el carquinyoli deriva del francès croquignole. Un altre nom d'aquests biscotti, és una paraula francesa d'origen germànic Croquignole.

### Amèrica del nord
A Amèrica del Nord, on "biscotti" ha adquirit altres significats, normalment qualsevol galeta cuita dues vegades pot ser coneguda pel nom biscotti.

## Recepta

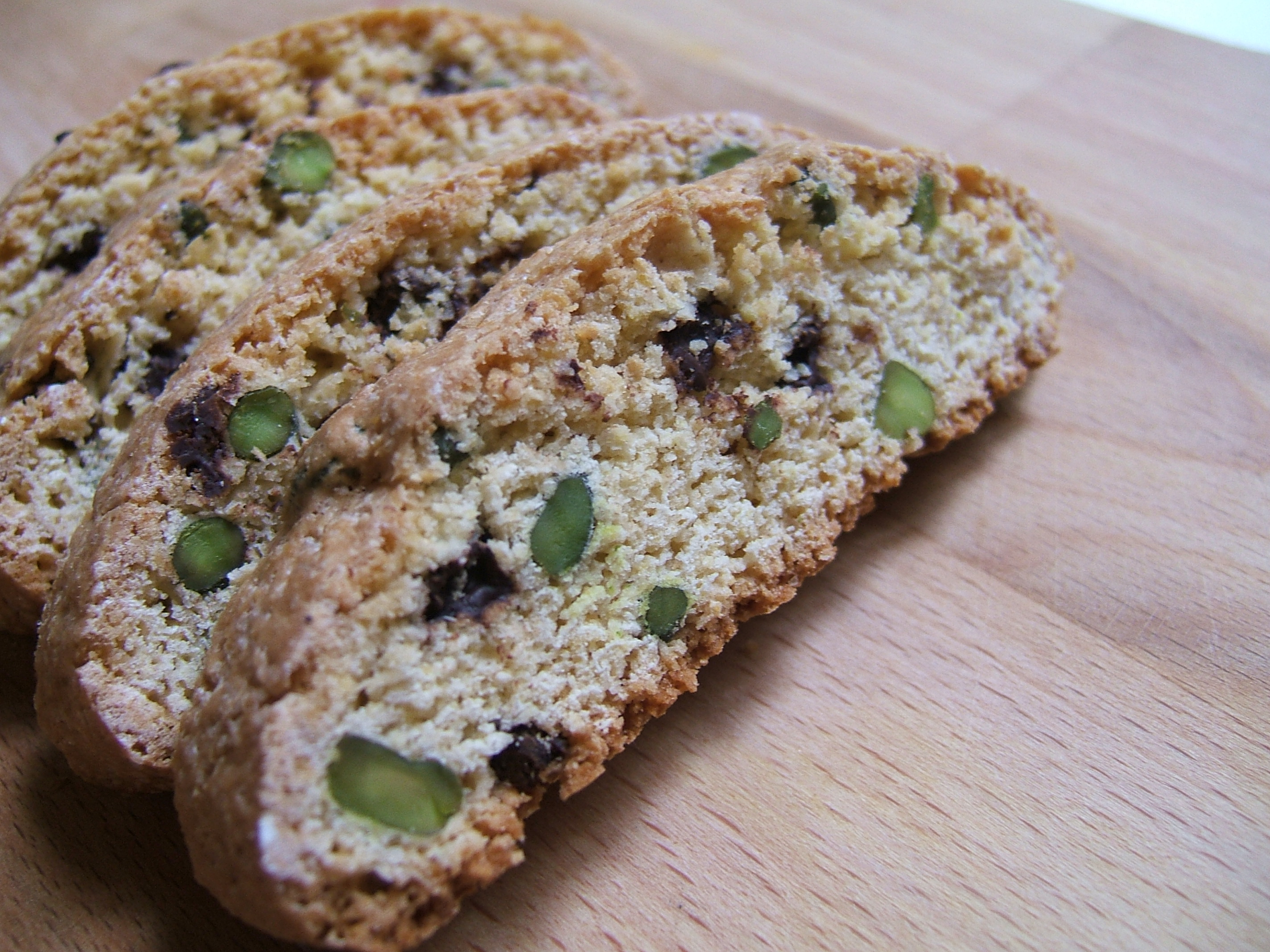
Biscotti de xocolata i festucs.

Després del redescobriment de la recepta original pel pastisser de Prato Antonio Mattei al segle XIX, la seva variació és la que actualment s'accepta com la recepta tradicional de biscotti. Mattei va portar els seus pastissos a l'Exposició Universal de París de 1867, guanyant una menció especial.
La mescla es compon exclusivament de farina, sucre, ous, pinyons i ametlles que no estan torrades ni pelades. La recepta tradicional no utilitza llevat ni greix (mantega, oli, llet). A continuació, la massa amb prou feines humida es cuina dues vegades: una vegada en forma de llosa i una altra després de tallar-la a rodanxes, amb la segona cocció que defineix la duresa dels biscotti.
Tradicionalment a Itàlia, els biscotti di Prato es venen juntament amb una altra especialitat dolça de Prato, el bruttiboni. Se serveixen després de les postres, se solen combinar amb suc de taronja.

### Variacions modernes

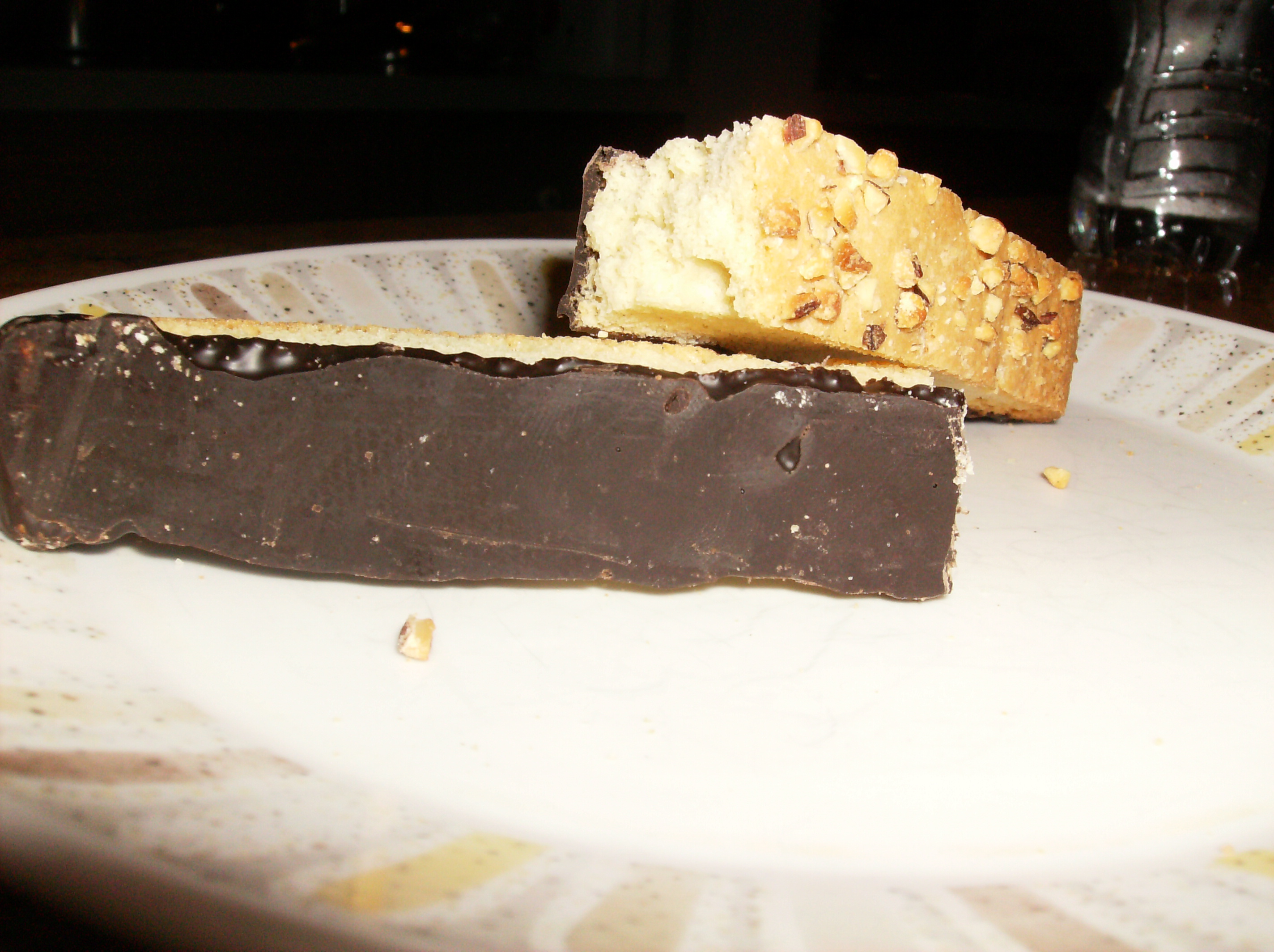
Biscotti glacejat amb xocolata.

Avui dia, les variacions regionals de l'original encara es mantenen, però els moderns biscotti fabricats en massa són de fet més propers als cantuccini, variacions de biscotti.
Les receptes modernes de biscotti sovint contenen fruits secs (les ametlles tradicionals, pinyons, festucs i vellanes són opcions populars) o espècies com l'anís o la canyella.
Les receptes modernes inclouen afegir rent i espècies a la farina. A continuació, s'afegeixen els fruits secs per poder-los recobrir, deixant la pell sobretot quan s'utilitzen ametlles i avellanes. Per separat, es baten els ous junts i després qualsevol aroma (per exemple, extracte d'ametlla o licor), abans d'afegir-hi als ingredients secs. Després de coure dues vegades (una vegada en forma de llosa llarga, en segon lloc en forma de rodanxes tallades), els biscotti es poden submergir en un esmalt, com ara xocolata.

## Ús

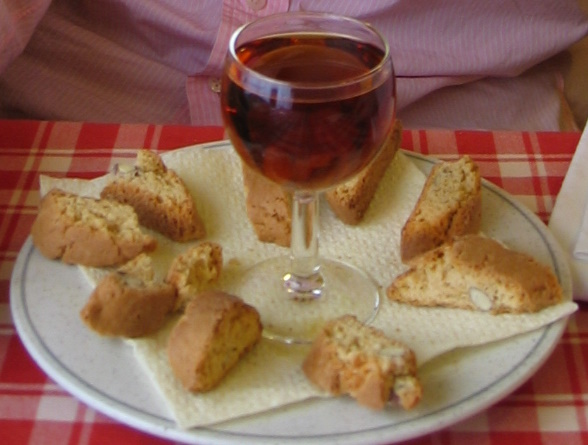
Cantuccini a l'estil toscà amb vin santo.

Com que són molt secs, els biscottis se serveixen tradicionalment amb una beguda, en la qual es poden sucar. A Itàlia se solen servir com a postres després del sopar amb un vi fortificat toscà anomenat vin santo.
Fora d'Itàlia, acompanyen amb més freqüència el cafè, inclosos els caputxins i els lattes, o el te negre.
A Catalunya, els carquinyolis se solen servir acompanyats d'un gotet d'un vi dolç de postres, com el moscatell.

## Cultura
A la ciutat catalana de Vic, "Carquinyoli" és també el nom d'una figura cerimonial que orquestra una festa anual d'estiu en honor al patró Albert de Sicília. A Vilanova i la Geltrú, els biscotti amb ametlla s'anomenen currutacos i s'associen més habitualment amb el Diumenge de Rams, quan s'utilitzen per ornamentar les fulles de palmera que es reparteixen als fidels.
Els biscotti s'utilitzen molt com a ingredient en una varietat de plats tradicionals. A Catalunya, aquests plats inclouen l'arròs amb sardines i el conill amb cargols. També s'utilitzen en salses amb ceba (concretament calçots). A la costa del Baix Llobregat, els biscottis s'utilitzen en la salsa d'un plat d'ànec farcit de naps.